# Aravíkia
Aravíkia är ett berg i Grekland.   Det ligger i prefekturen Lakonien och regionen Peloponnesos, i den södra delen av landet, 190 km sydväst om huvudstaden Aten. Toppen på Aravíkia är 348 meter över havet.
Terrängen runt Aravíkia är kuperad åt nordost, men åt sydväst är den bergig. Havet är nära Aravíkia åt sydost.  Närmaste större samhälle är Gýtheio, 15,2 km nordost om Aravíkia. 